# Fériana
Fériana (arabisch فريانة) ist eine Stadt mit etwa 25.000 und eine Delegation mit etwa 52.000 Einwohnern im Westen Tunesiens im Gouvernement Kasserine.

## Lage
Fériana liegt in einer Höhe von etwa 700 bis 750 Metern ü. d. M. in den östlichen Ausläufern des Tellatlas, die in weiten Teilen einen (halb)wüstenartigen Charakter haben. Bis nach Tunis sind es etwa 325 km (Fahrtstrecke) in nordöstlicher Richtung; bis nach Kasserine sind es etwa 40 km.

## Wirtschaft
Obwohl sich Fériana selbst zu einem regionalen Handels-, Handwerks- und Dienstleistungszentrum entwickelt hat, spielt die Landwirtschaft nach wie vor eine wichtige Rolle im Umland der Stadt.

## Geschichte
Die etwa 5 km nordöstlich gelegene Römerstadt Thelepte wurde in der Spätantike von Byzanz und im 7. Jahrhundert von den muslimischen Arabern übernommen.